# Náchodští z Neudorfu

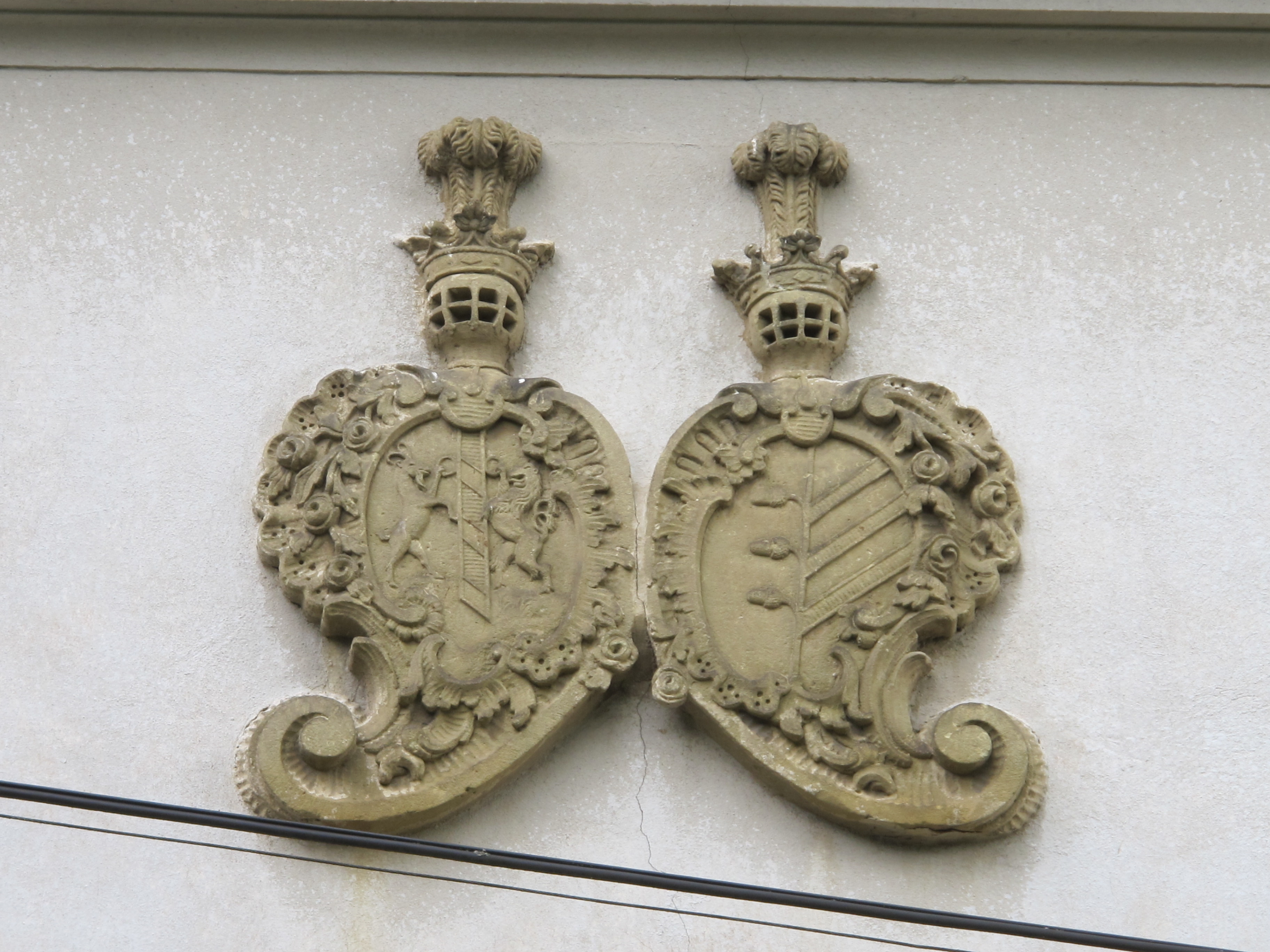
Vyobrazení rodinného erbu na aliančním znaku Jeníka Zásadského z Gamsendorfu a Náchodské z Neudorfu (kostel svatého Martina v Zámrsku)

Náchodští z Neudorfu jsou český šlechtický rod.

## Členové rodu
Majestátem dne 3. září 1612 Jeroným Bukovský, Jan Floryan, Václav Semilský a Adam Náchodský dostali erb a heslo z Neudorfu. Adam býval ve službách Smiřických a Trčků. Držel roku 1630 dvůr v Lužanech. Byl písařem při stavitelském úřadě knížete frýdlantského a dosáhl později rytířského stavu. 
Jeho potomci byli v rozličných službách nebo drželi drobné statky. Tobiáš seděl roku 1652 v Přistoupimi, on nebo jiný měl roku 1674 dvůr v Šárovcově Lhotě. Ten měl roku 1679 jeho syn Josef Alexandr a kromě toho držel roku 1685 Lipanskou Lhotu u Chocně, kterou roku 1690 prodal. Jeho syn Jan František Karel seděl v roce 1735 v Chotěticích, prodal roku 1733 Žďár v Hradecku a roku 1739 koupil Kbel. Zemřel roku 1761. Jeho první manželkou byla Aloisie Amchová z Borovnice, zemřela v roce 1743. Jeho druhou manželkou byla Ludmila Jestřibská z Rýzmburka.
Z jeho mnohých dětí zdědil Kbel jeho syn Ignác Vojtěch, jenž 22. ledna 1804 zemřel. Jeho syn Emanuel, narozen 27. listopadu 1789, držel Kbel, byl c. k. majorem a zemřel roku 1873 (vdova po něm roku 1895). Měl několik synů, kteří Kbel v rodě neudrželi. Dcera Emanuela a Kateřiny, Božena Antonia Náchodská, se narodila 19. listopadu 1850. Vdala za tehdejšího správce Kbelu pana Jana Frauenberga. Ten se posléze stal majitelem statku Gbel. Jejich dcera Marie, narozená 15. srpna 1885, si vzala Ervína Mandelíka, velkostatkáře v Sedlově čp. 22. Ervín Mandelík byl synem Bernarda Mandelíka, majitele panství v Ratboři. Další dcera Emanuela a Kateřiny, Rosina baronka Náchodská, narozená 4. listopadu 1834, se vdala za syna majitele zámku Bečváry na Kolínsku, Františka Xavera Stejdla (Liška).
Kromě těchto žili roku 1691 Karel Antonín Ferdinand Vilém. Ten zemřel v roce 1697. František Jindřich, narodil se roku 1721 v Litomyšli a zemřel v roce 1740. Jeho bratrem byl Zikmund Adam, napřed voják, potom kněz, od roku 1708 děkan v Litomyšli, zemřel 21. října 1756.

## Erb
Štít poloviční, v pravé modré polovici dva žaludy, pod tím třetí a poslední byl dubový list zlaté barvy. V levé polovici pokosné pruhy, čtyři modré a tři zlaté, přikryvadla týchž barev, tři pštrosí péra, při vrchu poohnutá, dvě modrá a prostřední zlaté.

## Galerie

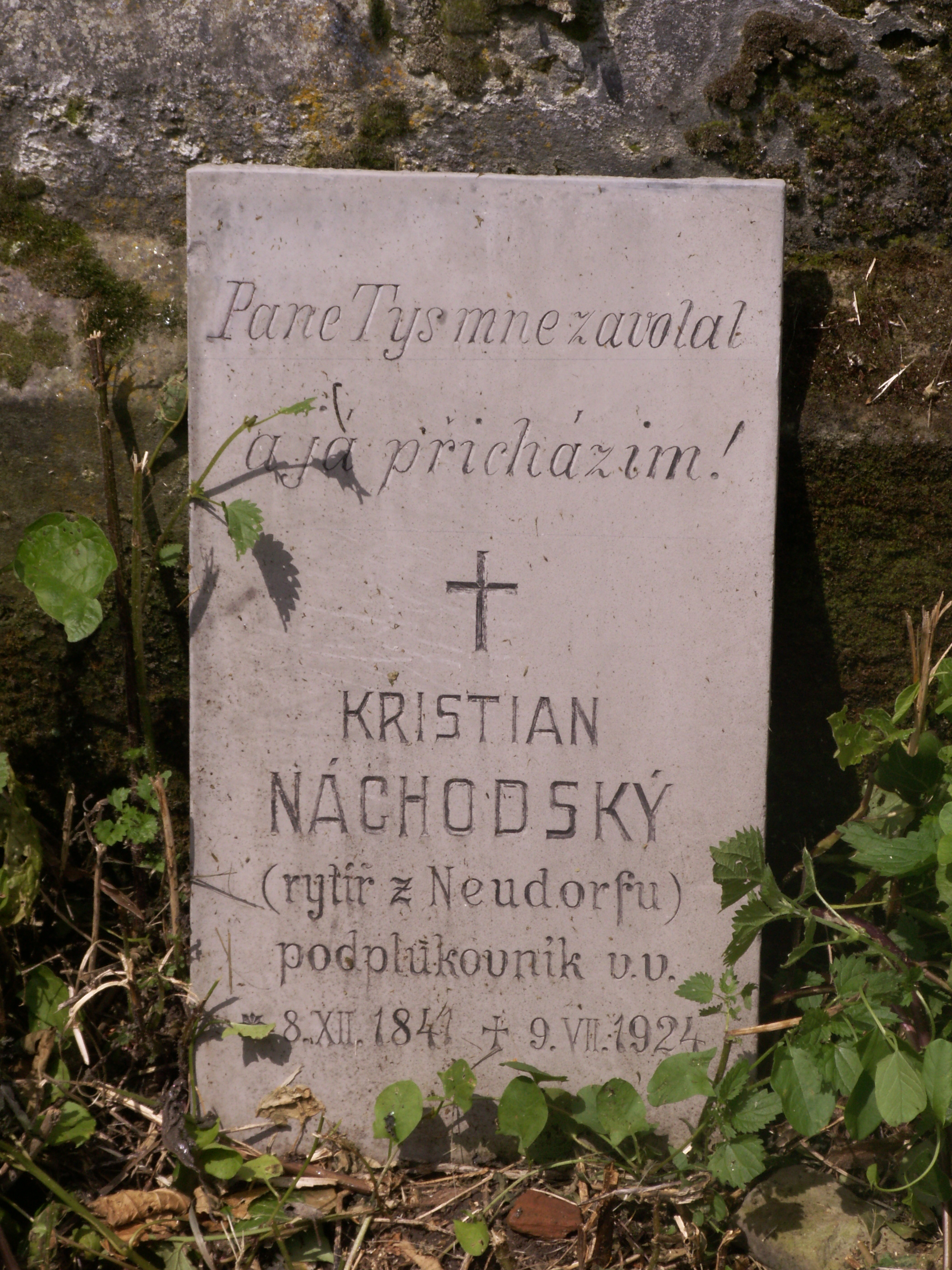
Kbel – náhrobek Kristiana Náchodského z Neudorfu
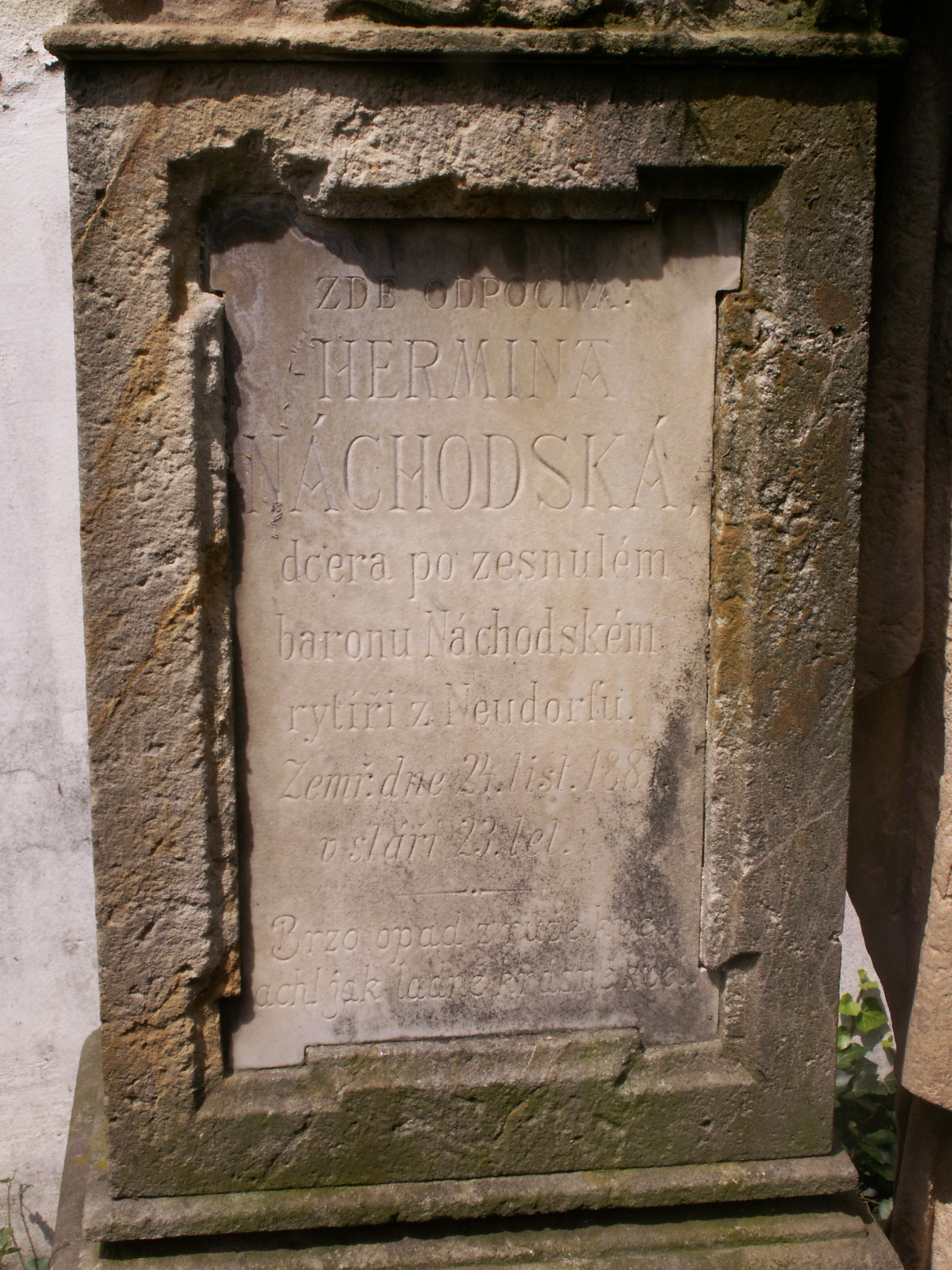
Kbel – náhrobek Herminy Náchodské, dcery po zesnulém baronu náchodském a rytíři z Neudorfu
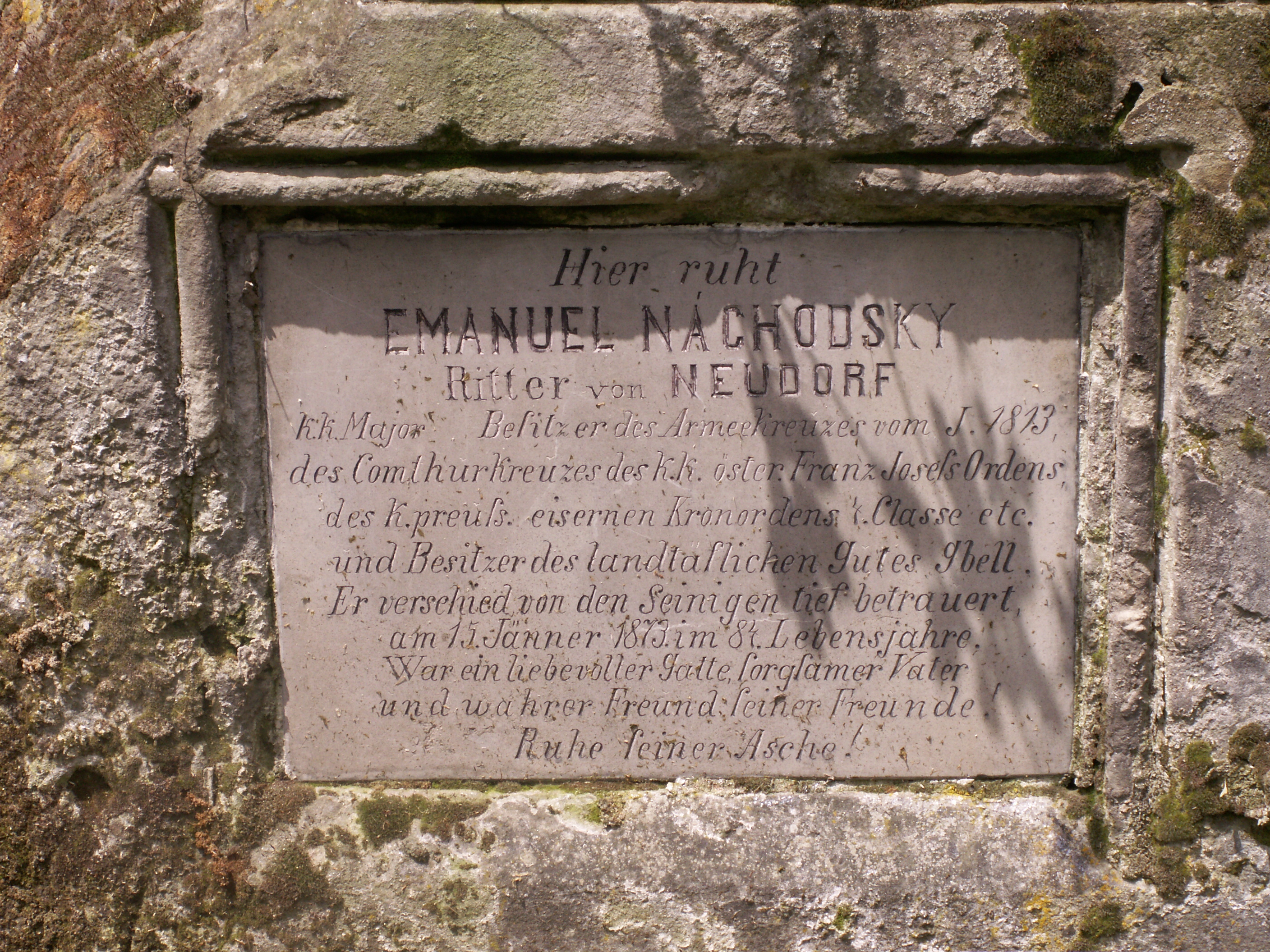
Kbel – náhrobek rytíře Emanuela Náchodského z Neudorfu
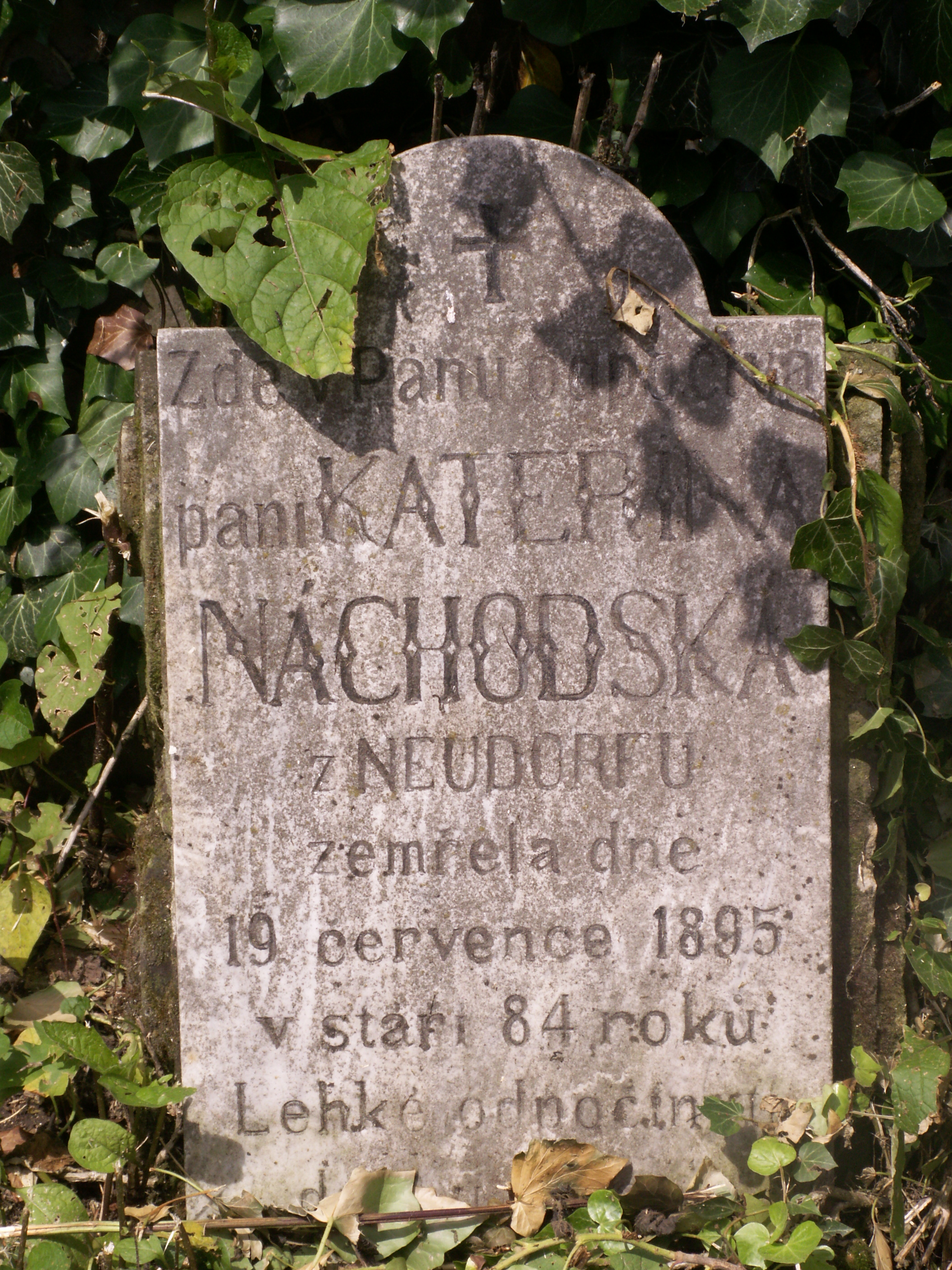
Kbel – náhrobek Kateřiny Náchodské z Neudorfu